# Hesychotypa liturata
Hesychotypa liturata är en skalbaggsart som först beskrevs av Bates 1865.  Hesychotypa liturata ingår i släktet Hesychotypa och familjen långhorningar. Inga underarter finns listade i Catalogue of Life.